# 2017
2017（二千十七、二〇一七、にせんじゅうなな、にせんじゅうしち）は、自然数また整数において、2016の次で2018の前の数である。

## 性質
- 2017は306番目の素数である。1つ前は2011、次は2027。
  - 約数の和は2018。
- 三角数と連続する素数としては21番目の素数である。言い換えると {\displaystyle {\dfrac {n(n+1)}{2}}+1} が素数となる数である。1つ前は1831、次は2081。(オンライン整数列大辞典の数列 A055469)
- 117番目の巡回数を作る分母である。1つ前は1979、次は2029。(オンライン整数列大辞典の数列 A001913)
  - 逆数が循環小数になる数で循環節が2016になる最小の数である。次は4034。
  - 三角数の桁(上位桁の000を含む)をもつ巡回数としては6番目の巡回数である。1つ前は1327、次は2851。

{\displaystyle {\dfrac {1}{2017}}=0.\underbrace {00049578582\cdots 335647} _{2016\;\mathrm {digits} }00049\cdots }
- 末尾の2桁が17の6番目の素数である。1つ前は1217、次は2417。(オンライン整数列大辞典の数列 A244764)
- 各位の和(数字和)が10になる120番目の数である。1つ前は2008、次は2026。(オンライン整数列大辞典の数列 A052224)
  - 各位の和が10になる数で素数になる25番目の数である。1つ前は1801、次は2053。(オンライン整数列大辞典の数列 A107579)
  - 各位の和が三角数になる406番目の数である。1つ前は2013、次は2022。(オンライン整数列大辞典の数列 A187744)
- 2017 = 122 + 282 + 332 = 182 + 182 + 372 = 212 + 262 + 302
  - 3つの平方数の和3通りで表せる225番目の数である。1つ前は2016、次は2028。(オンライン整数列大辞典の数列 A025323)
  - 2017 = 122 + 282 + 332 = 212 + 262 + 302
    - 異なる3つの平方数の和2通りで表せる279番目の数である。1つ前は2000、次は2028。(オンライン整数列大辞典の数列 A025340)
- 2017 = 73 + 73 + 113
  - 3つの正の数の立方数の和で表せる245番目の数である。1つ前は2008、次は2024。(オンライン整数列大辞典の数列 A003072)
    - 3つの正の数の立方数の和1通りで表せる231番目の数である。1つ前は2001、次は2024。(オンライン整数列大辞典の数列 A025395)

  - 3つの正の数の立方数の和で表せる46番目の素数である。1つ前は1907、次は2027。(オンライン整数列大辞典の数列 A007490)
  - 3つの素数の立方和で表せる30番目の数である。1つ前は1799、次は2213。(オンライン整数列大辞典の数列 A258865)
    - 3つの素数の立方和で表せる9番目の素数である。1つ前は1483、次は2213。(オンライン整数列大辞典の数列 A123597)
- 2017 = 92 + 442
  - 異なる2つの平方数の和で表せる573番目の数である。1つ前は2009、次は2018。(オンライン整数列大辞典の数列 A004431)
- 2017 = 63 + 73 + 93 + 93
  - 4つの正の数の立方数の和で表せる630番目の数である。1つ前は2016、次は2018。(オンライン整数列大辞典の数列 A003327)

## その他 2017 に関連すること
- ジュラルミンの国際アルミニウム合金名。
- 西暦2017年